# Đặng Trần Vỹ
Đặng Trần Vỹ (鄧陳韙, 1864-?) là một quan lại nhà Nguyễn dưới thời Pháp thuộc.

## Sự nghiệp
Đặng Trần Vỹ được cho là học trò giỏi nhất của hai tỉnh Hà Nội và Nam Định. Ông đậu giải Nguyên (Thủ Khoa) khoa thi Hương năm Tân Mão (1891) triều Thành Thái. Khoa ấy có 9.000 sĩ tử của hai tỉnh ứng thí. Sau này Đặng Trần Vỹ làm quan tới chức Tuần phủ Phú Thọ rồi Tổng đốc Bắc Ninh.

## Gia đình
Ông có vợ tên Lê Thị Bình. Con trai thứ tư là Đặng Trần Phất, bút danh Như Hiền; là nhà văn Việt Nam thời Pháp thuộc.

## Tác phẩm
Một trong những di cảo đáng kể nhất của Đặng Trần Vỹ là bài thơ chữ Hán đề đền Trấn Võ, hiện còn ghi ở bái đường ngôi đền:
| “ | Thiên cổ Long Biên vượng khí tồn, Thặng lưu bảo sát toạ Thiên Tôn. Kỷ hồi tang hải kinh trần mộng, Trường đắc phong vân hộ pháp môn. Thần kiếm tinh lưu ba thượng hạ, Hàn chung sương lạc nhật hoàng hôn. Tích kim hưng phế vô cùng sự, Nhất thuỷ hồng cừ tiếu bất ngôn | ” |